# 李甲
李甲（이갑、イ・カプ、1877年旧暦5月12日 - 1917年陽暦6月13日）は大韓帝国の陸軍将校及び抗日武官で日本統治時代初期の抗日独立運動家。
本貫は慶州李氏。児名は李彙璿、号は秋汀。 

## 生涯
平安南道平原郡出身。粛川郡でしばらく幼年期を送った。1896年に独立協会に加入して1898年に万民共同会が開催される時も主導的に参加した開化派であった。以後陸軍士官学校（第15期）に留学して大韓帝国陸軍将校として服務した。
1905年に第二次日韓協約が締結されると武官職を退いて愛国啓蒙運動に参加した。1906年に西友学校を、1908年には西北学会を創設し、西北協成学校を設立したりした。
1907年に新民会を創建して1910年にはロシア領へ亡命した。1962年に建国勲章独立章が追贈された。

## 独立運動
軍部教育国教務課長を務めた1907年にハーグ密使事件が起こると皇帝廃位反対闘争を展開した。大韓帝国軍隊解散後には日本陸士出身軍人柳東説、金羲善、 盧伯麟などとともに軍隊復活のために努力した。
1910年に新民会員と一緒に亡命し、ロシア外交官、政治家と交流して現地に韓人青年養成所を作るなど独立運動基地開拓に力を尽くし、ウスリースクで41歳で死んだ。

## 学歴
- 大韓帝国陸軍武官学校
- 陸軍幼年学校
- 陸軍士官学校
- 陸軍歩兵学校

## 家族及び親戚関係
兄2人、妹2人弟1人である。
- 娘：李正熙（1897年 - 1987年9月29日、李應俊の妻）
- 壻：李應俊
- 外孫：李昌善（1921年 - 1996年、日本東京都生まれ。韓国陸軍士官学校2期及び高麗大学校経済学科卒業。1955年に大韓民国陸軍大領として予備役に編入）
- 外孫女壻：李亨根